# Piste Chilkoot
Pour les articles homonymes, voir Chilkoot.

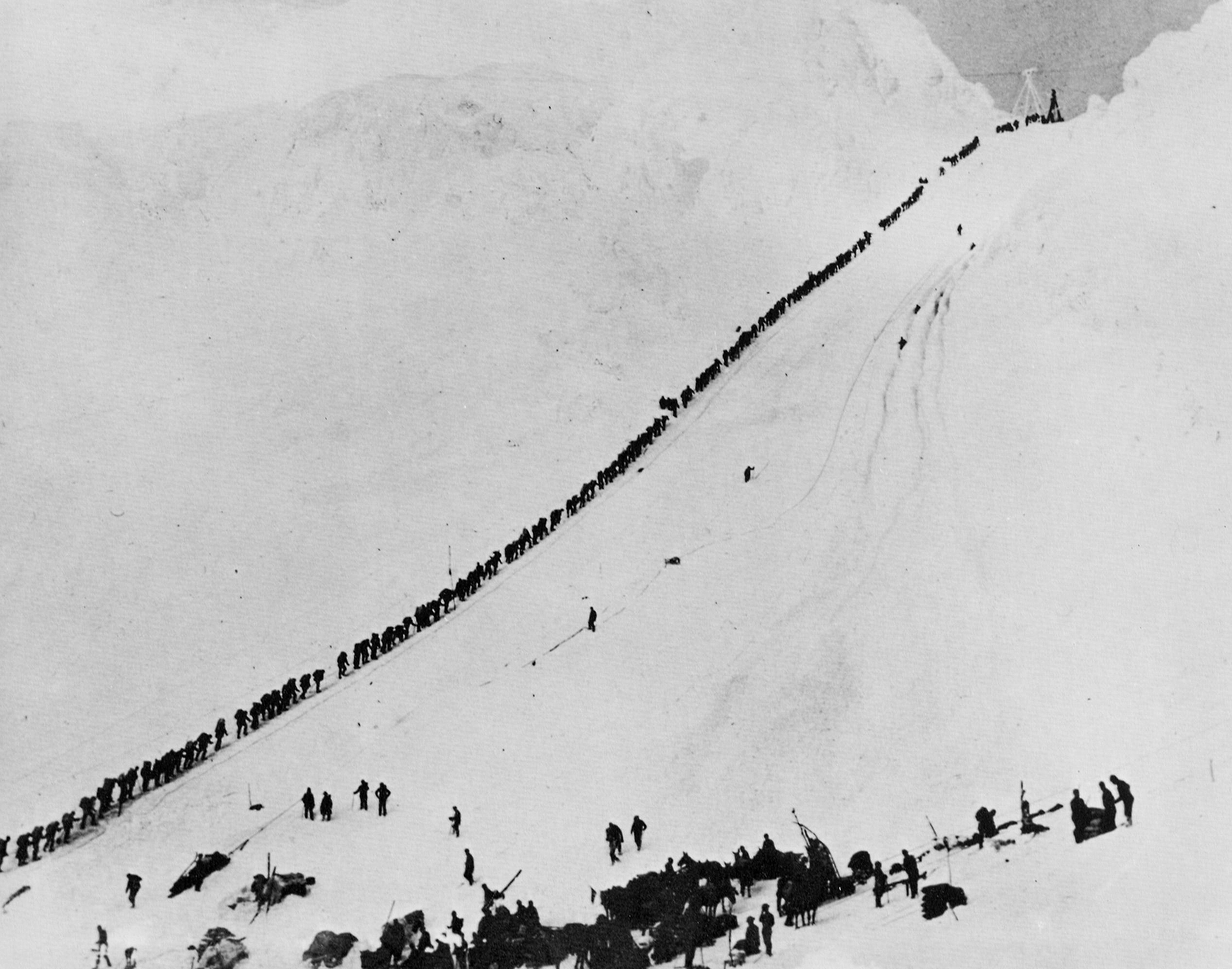
Chercheurs d'or gravissant le col Chilkoot.

La piste  Chilkoot (anglais: Chilkoot Trail)  est un passage de 33 milles (53 km) de long à travers la chaîne Côtière qui va de Dyea en Alaska aux États-Unis jusqu'à Bennet en Colombie-Britannique au Canada. Ce chemin passe au col Chilkoot. C'est un lieu historique national du Canada et il fait partie du parc historique national de la ruée vers l'or du Klondike aux États-Unis. C'était un des plus importants accès depuis la côte, pour rejoindre les champs aurifères du Yukon à la fin du XIXe siècle. En 1978, le site du Chilkoot Trail et de Dyea a été désigné National Historic Landmark, et en 1998, pour le centenaire de la ruée vers l'or du Klondike, le lieu historique national de la Piste-Chilkoot en Colombie-Britannique y a été associé pour former le parc historique international de la Ruée vers l'or du Klondike.

## Histoire
Ce passage avait été longtemps utilisé par les Tlingits comme voie de commerce et d'échanges, jusqu'à la période de la ruée vers l'or du Klondike. Actuellement, il est utilisé par les randonneurs et les touristes qui le visitent entre la fin mai et le début septembre.

### Tlingits
La piste Chilkoot était pour les Tlingits une piste de la Graisse, un lieu de passage vital pour l'acheminement des denrées depuis la côte jusqu'à l'intérieur des terres. L'arrivée de la Compagnie de la Baie d'Hudson et des nouveaux colons affaiblit largement le système commercial des autochtones, qui diminua jusqu'à son extinction totale. Il fut alors utilisé par les chercheurs d'or.

### Ruée vers l'or

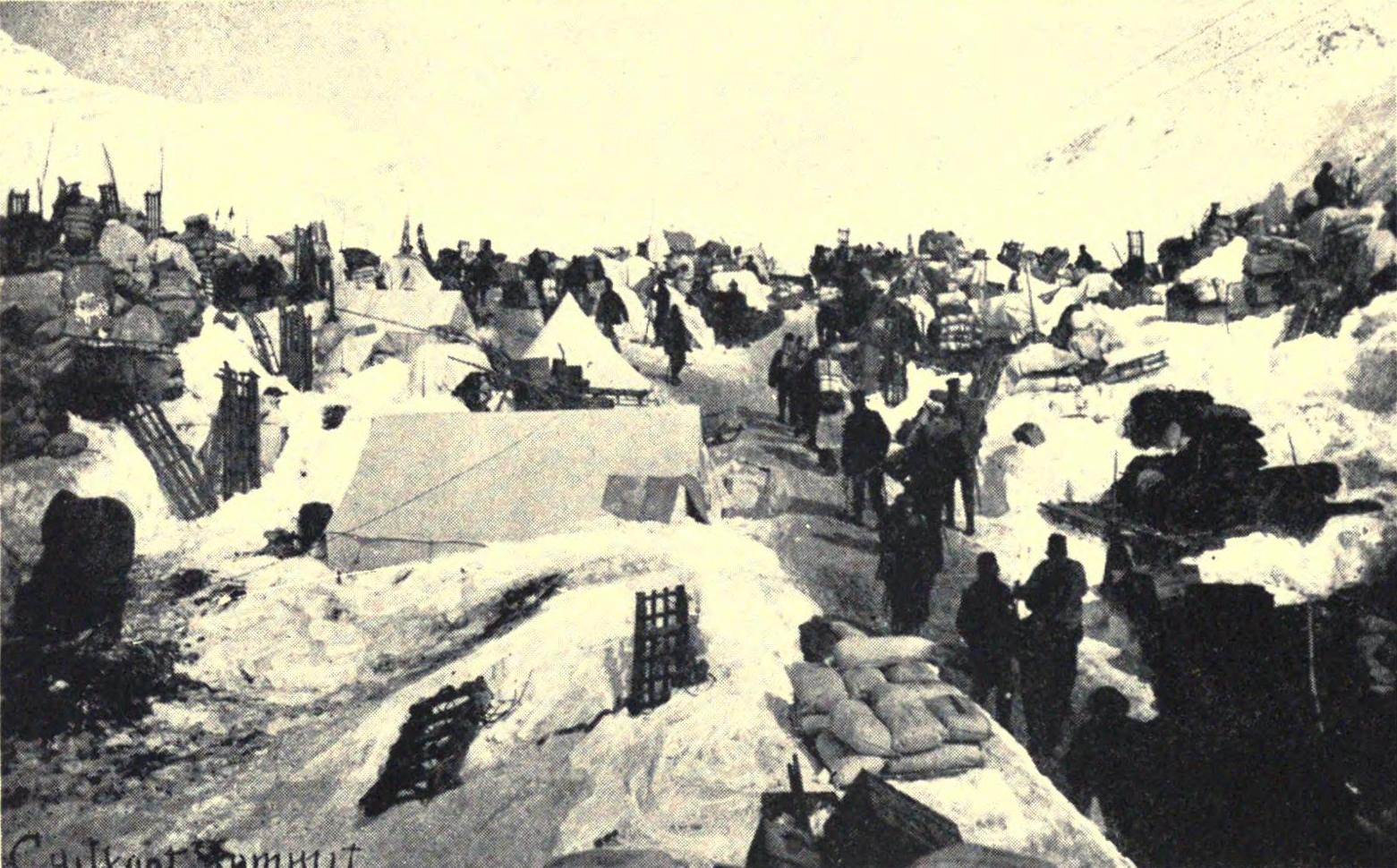
Campement de prospecteurs au col Chilkoot.

D'abord concentrée sur la région de Dawson City, au Yukon, le Chilkoot Trail devient le passage le plus populaire pour y accéder. Les autres routes, qui passaient par Skagway et le col White étant beaucoup plus longues, bien que nettement plus faciles à emprunter. Le port de Dyea, sur la rivière Taiya ne permettait l'accès qu'aux petits bateaux à faible tirant d'eau. Les prospecteurs y arrivaient et empruntaient alors le difficile passage par le Chilkoot Trail, avec leur équipement et leurs provisions, encadrés par la Police montée du Nord-Ouest.

### Aujourd'hui

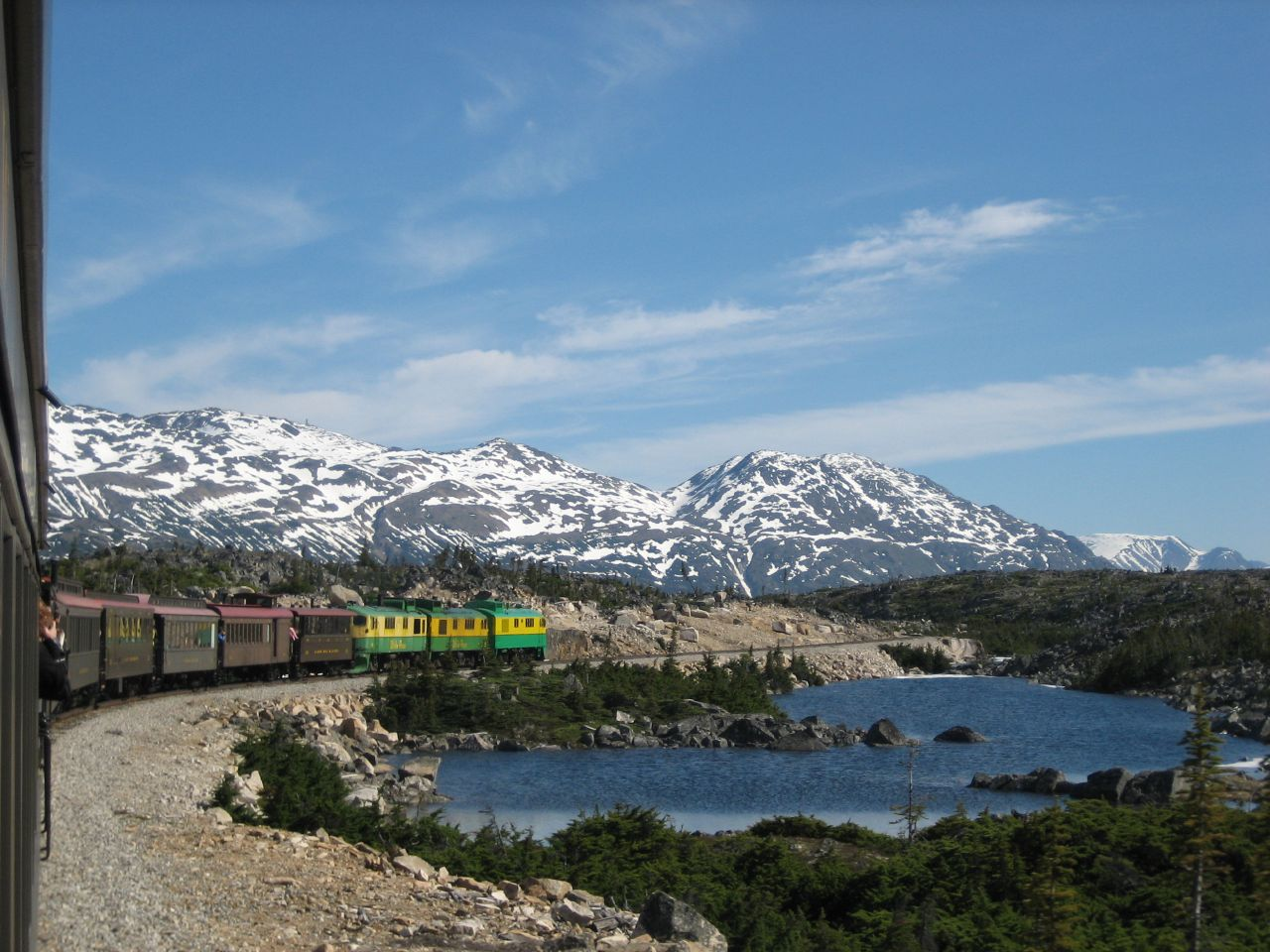
Le train au col White.

Après la ruée vers l'or, la piste Chilkoot fut abandonnée, les prospecteurs qui cherchaient encore du minerai dans la région lui préfèrent la voie par la nouvelle White Pass and Yukon Route, une voie de chemin de fer les embarquant à Whitehorse.
En 1969, les gouvernements du Canada et des États-Unis ont décidé d'insérer le Chilkoot Trail dans le Klondike Gold Rush National Historical Park, qui réunit plusieurs sites comme Skagway ou Dyea. Elle a été désignée National Historic Landmark le 2 juin 1978.  Le Canada fait de même le 20 novembre 1987 en désignant la piste Chilkoot, lieu historique national. En 1998 eut lieu la concrétisation officielle de ce projet avec la création du parc historique international de la Ruée-vers-l'Or-du-Klondike.
Aujourd'hui, la piste Chilkoot est devenue une destination populaire pour les habitants de l'Alaska Panhandle et du territoire canadien du Yukon, ainsi que pour de nombreux touristes étrangers. Toutefois, pour préserver le site, le National Park Service des États-Unis et l'agence gouvernementale canadienne Parcs Canada, limitent la quantité de visiteurs autorisés à s'y rendre. La saison court de la fin du mois de mai jusqu'au début de septembre, le pic de fréquentation étant en juillet-août, des avalanches pouvant se produire encore en mai, et le climat humide et froid ne convenant pas à la randonnée après le mois de septembre. Il existe 9 terrains de camping sur le site.

## Dans la littérature
- Dans La Route de Gakona, les deux héros principaux, Français entrés clandestinement aux États-Unis, s'aventurent sur la piste Chilkoot en plein hiver pour pouvoir traverser incognito la frontière vers le Canada.
- Dans le chapitre 8 de La Jeunesse de Picsou, Don Rosa reproduit l'image du Col en page 5, case 5[4].